# Franklin (comté de Franklin, New York)
Pour les articles homonymes, voir Franklin.
Franklin, est une ville des États-Unis dans le comté de Franklin, dans l'état de New York.